# Саймак, Мустафа
Мустафа Саймак (нидерл. Mustafa Saymak; 11 февраля 1993, Девентер, Нидерланды) — нидерландский футболист, полузащитник турецкого клуба «Бандырмаспор».

## Клубная карьера
Саймак — воспитанник «Зволле». В июне 2011 года подписал с основной командой первый профессиональный контракт. 5 августа дебютировал за клуб в матче Эрстедивизи против «Ден Босх», выйдя на поле за три минуты до окончания встречи. Игра завершилась ничьей со счётом 2:2. 12 сентября забил первый гол за «Зволле», в матче против «Хелмонд Спорт». Однако это не помогло клубу избежать поражения — 1:3. Спустя 4 дня, на игру против «Волендама» Мустафа вышел в стартовом составе и отыграл весь матч. Встреча завершлась победой со счётом 3:1. 21 октября оформил дубль в ворота «Дордрехта».
Закрепиться в дебютном сезоне на профессиональном уровне Саймак не смог, но зарекомендовал себя как один из самых перспективных воспитанников клуба. На игрока возлагались большие надежды в связи с повышением клуба классом: «Зволле» стал победителем первого дивизиона и получил право в сезоне 2012/13 выступать в Эредивизи. В сезоне 2012/13 прогресс полузащитника стал более очевидным: помимо этого, он помог команде сохранить прописку в чемпионате.
Сезон 2013/14 стал для игрока определяющим — конкуренты за место в стартовом составе ушли в другие клубы: Юнес Мохтар стал игроком «Твенте», а Данни Авдич перешёл в АЗ. Благодаря этому Саймак стал чаще появляться на поле с первых минут. После 10 матчей в Эредивизи «Зволле» расположился на третьей строчке турнирной таблицы, во многом при помощи результативных действий Мустафы (2 мяча и 3 голевых передачи). По ходу сезона играл на позиции атакующего полузащитника и вингера, в зависимости от необходимых задач: тем самым игрок доказал свою универсальность на поле. Не раз удостаивался похвалы от главного тренера за свою техничность и рвение к воротам соперника. Помимо чемпионата, «Зволле» участвовал в розыгрыше Кубка Нидерландов, где в финальном матче был сенсационно разгромлен «Аякс» — 5:1. Благодаря победе в кубке клуб обеспечил себе участие в еврокубках на следующий сезон.
Сезон 2014/15 Саймак начал с победы в Суперкубке Нидерландов, в котором команда обыграла «Аякс» со счётом 1:0. Мустафа отыграл весь матч. 16 августа 2014 года забил первый гол в сезоне, принеся клубу победу над «Дордрехтом» в компенсированное к матчу время.

## Карьера в сборной
Саймак родился и вырос в Нидерландах, но благодаря его турецким по происхождению родителям он может выступать либо за сборную Нидерландов, либо за Турцию. Это правило не распространяется на молодёжный футбол, поэтому Мустафа попробовал себя в обеих командах. В феврале 2013 года получил вызов в сборную Турции до 20 лет на матч с Узбекистаном. Позже получал вызов в молодёжную сборную Нидерландов.

## Достижения
ПЕК Зволле
- Обладатель Кубка Нидерландов: 2013/14
- Обладатель Суперкубка Нидерландов: 2014
- Победитель Эрстедивизи: 2011/12